# Triangle (química)
Un triangle de laboratori és un estri de forma triangular de porcellana o quars, muntat sobre filferros, que s'empra per escalfar damunt un bec Bunsen càpsules i gresols. Gràcies a la seva elevada resistència a temperatures extremes sense sofrir ruptures ni deformacions s'empren en els processos de calcinació.